# Elitloppet 2021
Elitloppet 2021 var den 70:e upplagan av Elitloppet, som gick av stapeln söndagen den 30 maj 2021 på Solvalla utanför Stockholm. Loppet vanns av den svenska hästen Don Fanucci Zet, körd av Örjan Kihlström och tränad av Daniel Redén.

## Upplägg och genomförande
Elitloppet är ett inbjudningslopp och varje år bjuds 16 hästar som utmärkt sig in till Elitloppet. Hästarna lottas in i två kvalheat, och de fyra bästa i varje försök går vidare till finalen som sker 2–3 timmar senare samma dag. Ju bättre placering i kvalheatet, desto tidigare får hästens tränare välja startspår inför finalen. Samtliga tre lopp travas sedan 1965 över sprinterdistansen 1 609 meter (engelska milen) med autostart (bilstart). Förstapris i finalen är 3 miljoner kronor, och 250 000 kronor i respektive kvalheat.
I Elitloppet får en kusk endast köra en häst i ett kvalheat, en regel som infördes 2018. Tidigare har samma kusk kunnat köra i båda försöken för att sedan välja häst i finalen. Samma kusk ska köra hästen i både försök och final. Ägare, tränare, skötare och uppfödare kan fortfarande ha flera deltagare.
I Elitloppets final får alla åtta deltagare prispengar enligt följande skala: 3 000 000 – 1 500 000 – 750 000 – 375 000 – 175 000 – 100 000 – 60 000 – 40 000 kronor.

### Andra lopp under Elitloppshelgen
Under Elitloppshelgen körs det även V75-finaler, och V75-spel äger rum både lördag och söndag. Andra stora lopp under helgen är Harper Hanovers Lopp, Sweden Cup, Elitkampen, Fyraåringseliten, Treåringseliten, Fyraåringseliten för ston, Lady Snärts Lopp, Lärlingseliten och Montéeliten.

## Inbjudna hästar
| Nr | Häst               | Kön    | Kusk                  | Tränare                | Land          | Notering |
| -- | ------------------ | ------ | --------------------- | ---------------------- | ------------- | --- |
| 1  | Ecurie D.          | Hingst | Ulf Ohlsson           | Frode Hamre            | Sverige       | Första hästen att bjudas in till loppet. Bjöds in efter segern i Dartster F:s Lopp den 7 april 2021.                                               |
| 2  | Don Fanucci Zet    | Hingst | Örjan Kihlström       | Daniel Redén           | Sverige       | Andra hästen att bjudas in till loppet. Bjöds in den 25 april 2021.                                                                                |
| 3  | Vivid Wise As      | Hingst | Alessandro Gocciadoro | Alessandro Gocciadoro  | Italien       | Tredje hästen att bjudas in till loppet. Bjöds in den 25 april 2021 efter att ha segrat i Grand Critérium de Vitesse och Prix de l'Atlantique.     |
| 4  | Aetos Kronos       | Hingst | Magnus A. Djuse       | Jerry Riordan          | USA           | Fjärde hästen att bjudas in till loppet. Bjöds in den 25 april 2021 efter att ha segrat i Prix Bold Eagle och en deltävling till Paralympiatravet. |
| 5  | Hickothepooh       | Valack | Vidar Hop             | Trond Anderssen        | Norge         | Sjunde hästen att bjudas in till loppet. Bjöds in den 9 maj 2021, efter att ha segrat i Finlandialoppet.                                           |
| 6  | Very Kronos        | Hingst | Erik Adielsson        | Svante Båth            | Sverige       | Åttonde hästen att bjudas in till loppet. Bjöds in den 11 maj 2021, efter att bland annat varit tvåa i Paralympiatravet.                           |
| 7  | Milliondollarrhyme | Valack | Fredrik B. Larsson    | Fredrik B. Larsson     | Sverige       | Nionde hästen att bjudas in till loppet. Bjöds in av Anders Malmrot i Solvallas live-TV den 12 maj 2021.                                           |
| 8  | Heavy Sound        | Valack | Kenneth Haugstad      | Daniel Redén           | Sverige       | Tionde hästen att bjudas in till loppet. Bjöds in den 12 maj 2021, efter att ha segrat i Meadow Roads Lopp.                                        |
| 9  | Moni Viking        | Hingst | Björn Goop            | Björn Goop             | Norge         | Elfte hästen att bjudas in till loppet. Bjöds in den 14 maj 2021.                                                                                  |
| 10 | Cokstile           | Hingst | Vincenzo Gallo        | Mattia Orlando         | Italien       | Tolfte hästen att bjudas in till loppet. Bjöds in den 18 maj 2021.                                                                                 |
| 11 | Seismic Wave       | Valack | Claes Sjöström        | Timo Nurmos            | Sverige       | Trettonde hästen att bjudas in till loppet. Bjöds in den 19 maj 2021.                                                                              |
| 12 | Cyber Lane         | Valack | Johan Untersteiner    | Johan Untersteiner     | Sverige       | Fjortonde och femtonde hästarna att bjudas in till loppet. Bjöds in den 20 maj 2021.                                                               |
| 13 | Gelati Cut         | Hingst | Gabriele Gelormini    | Romain Christian Larue | Frankrike     | Fjortonde och femtonde hästarna att bjudas in till loppet. Bjöds in den 20 maj 2021.                                                               |
| 14 | Click Bait         | Hingst | Per Lennartsson       | Stefan Melander        | Sverige       | Sextonde hästen att bjudas in till loppet. Bjöds in den 21 maj 2021.                                                                               |
| 15 | Gareth Boko        | Hingst | Mats E. Djuse         | Jerry Riordan          | Nederländerna | Sjuttonde hästen att bjudas in till loppet. Bjöds in den 22 maj 2021 efter att ha segrat i H.K.H. Prins Daniels Lopp.                              |
| 16 | Bahia Quesnot      | Sto    | Junior Guelpa         | Junior Guelpa          | Frankrike     | Sista hästen att bjudas in till loppet. Bjöds in den 23 maj 2021, bara några timmar innan den direktsända spårlottningen.                          |

### Inbjudna hästar som tackat nej
| Häst               | Kön    | Kusk            | Tränare            | Land      | Notering |
| ------------------ | ------ | --------------- | ------------------ | --------- | --- |
| Délia du Pommereux | Sto    | Éric Raffin     | Sylvain Roger      | Frankrike | Sjätte hästen att bjudas in till loppet. Bjöds in den 8 maj 2021, efter att ha segrat i Paralympiatravet. Efter att kusken Éric Raffin fått 15 000 kronor i böter för felaktigt bruk av körspö, meddelade ägaren Noël Lolic att han inte vill komma tillbaka till Sverige med Délia du Pommereux.                      |
| Dorgos de Guez     | Valack | Joseph Verbeeck | Jean-Michel Bazire | Frankrike | Femte hästen att bjudas in till loppet. Bjöds in den 28 april 2021, efter att ha segrat i Prix Jean Riaud och Prix du Luxembourg. Tackade nej till att medverka i loppet då det svenska reglementet och dess domarkår uppmärksammats efter att bland annat ha gett Délia du Pommereux och Hail Mary diskutabla straff. |

## Spårlottning
Spårlottningen till Elitloppet lottades direktsänt i TV12 den 23 maj 2021. Hästarna var seedade så att Vivid Wise As och Very Kronos inte skulle kunna mötas i kvalheat. Det lottades även att heat grön ska köras först.

### Heat grön
| S | Häst               | Kön    | Kusk                  | Tränare               | Land      |
| - | ------------------ | ------ | --------------------- | --------------------- | --------- |
| 1 | Vivid Wise As      | Hingst | Alessandro Gocciadoro | Alessandro Gocciadoro | Italien   |
| 2 | Moni Viking        | Hingst | Björn Goop            | Björn Goop            | Norge     |
| 3 | Milliondollarrhyme | Valack | Fredrik B. Larsson    | Fredrik B. Larsson    | Sverige   |
| 4 | Aetos Kronos       | Hingst | Magnus A. Djuse       | Jerry Riordan         | USA       |
| 5 | Hickothepooh       | Valack | Vidar Hop             | Trond Anderssen       | Norge     |
| 6 | Bahia Quesnot      | Sto    | Junior Guelpa         | Junior Guelpa         | Frankrike |
| 7 | Cyber Lane         | Valack | Johan Untersteiner    | Johan Untersteiner    | Sverige   |
| 8 | Don Fanucci Zet    | Hingst | Örjan Kihlström       | Daniel Redén          | Sverige   |

### Heat blå
| S | Häst         | Kön    | Kusk               | Tränare                | Land          |
| - | ------------ | ------ | ------------------ | ---------------------- | ------------- |
| 1 | Cokstile     | Hingst | Vincenzo Gallo     | Mattia Orlando         | Italien       |
| 2 | Heavy Sound  | Valack | Kenneth Haugstad   | Daniel Redén           | Sverige       |
| 3 | Seismic Wave | Valack | Claes Sjöström     | Timo Nurmos            | Sverige       |
| 4 | Gelati Cut   | Hingst | Gabriele Gelormini | Romain Christian Larue | Frankrike     |
| 5 | Gareth Boko  | Hingst | Mats E. Djuse      | Jerry Riordan          | Nederländerna |
| 6 | Ecurie D.    | Hingst | Ulf Ohlsson        | Frode Hamre            | Sverige       |
| 7 | Click Bait   | Hingst | Per Lennartsson    | Stefan Melander        | Sverige       |
| 8 | Very Kronos  | Hingst | Erik Adielsson     | Svante Båth            | Sverige       |

### Finallottning
Lottningen för finalheatet ägde rum på Solvallas stallbacke runt klockan 16:40. Segrarna i kvalheaten Alessandro Gocciadoro (Vivid Wise As) och Gabriele Gelormini (Gelati Cut) fick dra boll om vem som får välja spår först. Gocciadoro fick boll nummer ett och därmed välja spår först.
| S | Häst            | Kön    | Kusk                  | Tränare                | Land          |
| - | --------------- | ------ | --------------------- | ---------------------- | ------------- |
| 1 | Vivid Wise As   | Hingst | Alessandro Gocciadoro | Alessandro Gocciadoro  | Italien       |
| 2 | Gelati Cut      | Hingst | Gabriele Gelormini    | Romain Christian Larue | Frankrike     |
| 3 | Ecurie D.       | Hingst | Ulf Ohlsson           | Frode Hamre            | Sverige       |
| 4 | Don Fanucci Zet | Hingst | Örjan Kihlström       | Daniel Redén           | Sverige       |
| 5 | Moni Viking     | Hingst | Björn Goop            | Björn Goop             | Norge         |
| 6 | Gareth Boko     | Hingst | Mats E. Djuse         | Jerry Riordan          | Nederländerna |
| 7 | Aetos Kronos    | Hingst | Magnus A. Djuse       | Jerry Riordan          | USA           |
| 8 | Cokstile        | Hingst | Vincenzo Gallo        | Mattia Orlando         | Italien       |

## Resultat

### Kvalheat 1
Källa: 
| P | S | Häst               | Kusk                  | Tränare               | Land      | Odds  | Tid    |
| - | - | ------------------ | --------------------- | --------------------- | --------- | ----- | ------ |
| 1 | 1 | Vivid Wise As      | Alessandro Gocciadoro | Alessandro Gocciadoro | Italien   | 2,83  | 1.10,0 |
| 2 | 8 | Don Fanucci Zet    | Örjan Kihlström       | Daniel Redén          | Sverige   | 7,19  | 1.10,2 |
| 3 | 2 | Moni Viking        | Björn Goop            | Björn Goop            | Norge     | 5,27  | 1.10,2 |
| 4 | 4 | Aetos Kronos       | Magnus A. Djuse       | Jerry Riordan         | USA       | 4,67  | 1.10,3 |
| 0 | 3 | Milliondollarrhyme | Fredrik B. Larsson    | Fredrik B. Larsson    | Sverige   | 8,69  | 1.10,4 |
| 0 | 5 | Hickothepooh       | Vidar Hop             | Trond Anderssen       | Norge     | 19,46 | 1.10,4 |
| 0 | 7 | Cyber Lane         | Johan Untersteiner    | Johan Untersteiner    | Sverige   | 12,53 | 1.10,7 |
| 0 | 6 | Bahia Quesnot      | Junior Guelpa         | Junior Guelpa         | Frankrike | 28,14 | 1.10,8 |

### Kvalheat 2
Källa: 
| P | S | Häst         | Kusk               | Tränare                | Land          | Odds  | Tid    |
| - | - | ------------ | ------------------ | ---------------------- | ------------- | ----- | ------ |
| 1 | 4 | Gelati Cut   | Gabriele Gelormini | Romain Christian Larue | Frankrike     | 9,55  | 1.09,6 |
| 2 | 6 | Ecurie D.    | Ulf Ohlsson        | Frode Hamre            | Sverige       | 4,63  | 1.09,6 |
| 3 | 5 | Gareth Boko  | Mats E. Djuse      | Jerry Riordan          | Nederländerna | 6,00  | 1.09,9 |
| 4 | 1 | Cokstile     | Vincenzo Gallo     | Mattia Orlando         | Italien       | 9,16  | 1.10,0 |
| 0 | 7 | Click Bait   | Per Lennartsson    | Stefan Melander        | Sverige       | 26,09 | 1.10,1 |
| 0 | 8 | Very Kronos  | Erik Adielsson     | Svante Båth            | Sverige       | 8,23  | 1.10,7 |
| 0 | 3 | Seismic Wave | Claes Sjöström     | Timo Nurmos            | Sverige       | 3,26  | 1.10,7 |
| d | 2 | Heavy Sound  | Kenneth Haugstad   | Daniel Redén           | Sverige       | 8,68  | 8ag    |

### Finalheat
Källa: 
| P | S | Häst            | Kusk                  | Tränare                | Land          | Odds  | Tid    |
| - | - | --------------- | --------------------- | ---------------------- | ------------- | ----- | ------ |
| 1 | 4 | Don Fanucci Zet | Örjan Kihlström       | Daniel Redén           | Sverige       | 3,79  | 1.08,9 |
| 2 | 1 | Vivid Wise As   | Alessandro Gocciadoro | Alessandro Gocciadoro  | Italien       | 3,73  | 1.09,0 |
| 3 | 6 | Gareth Boko     | Mats E. Djuse         | Jerry Riordan          | Nederländerna | 14,06 | 1.09,1 |
| 4 | 2 | Gelati Cut      | Gabriele Gelormini    | Romain Christian Larue | Frankrike     | 11,49 | 1.09,2 |
| 5 | 5 | Moni Viking     | Björn Goop            | Björn Goop             | Norge         | 7,05  | 1.09,4 |
| 6 | 3 | Ecurie D.       | Ulf Ohlsson           | Frode Hamre            | Sverige       | 4,37  | 1.09,4 |
| 7 | 8 | Cokstile        | Vincenzo Gallo        | Mattia Orlando         | Italien       | 32,39 | 1.09,6 |
| 8 | 7 | Aetos Kronos    | Magnus A. Djuse       | Jerry Riordan          | USA           | 11,50 | 1.09,6 |